# Chiesa di San Lorenzo (Gozzano)
La chiesa di San Lorenzo sorge nel territorio di Gozzano, a sud est del centro abitato, poco lontano dal cimitero e alle spalle della chiesa di Santa Maria del Boggio.

## Storia
La chiesa fu fondata, secondo la tradizione, da San Giuliano alla fine del IV secolo; Giuliano, giunto nel territorio novarese insieme al fratello Giulio dall'isola greca di Egina, si dedicò all'opera di evangelizzazione e di diffusione del cristianesimo nelle campagne dell'area tra Lombardia e Piemonte. I due fratelli fondarono numerose chiese (100 secondo la tradizione agiografica): la novantanovesima delle quali fu quella di San Lorenzo a Gozzano, dove fu sepolto Giuliano; la centesima quella di San Giulio sull'omonima isola del Lago d'Orta.
Recenti indagini archeologiche hanno sostanzialmente confermato la tradizione agiografica: sono infatti state rinvenute le fondazioni di una chiesa paleocristiana, costruita probabilmente tra la fine del V e gli inizi del VI secolo, fondata nel luogo di una sepoltura assai venerata e identificabile con quella di san Giuliano (della quale sono state rinvenute consistenti testimonianze archeologiche). L'iniziativa della costruzione di questa chiesa, analogamente a quanto avvenne per la basilica di San Giulio, è da ascrivere all'attività dei vescovi di Novara impegnati in un'opera di valorizzazione e di rilancio del culto dei santi locali.

In seguito, durante il VII secolo, la chiesa assunse un'importante funzione funeraria: ospitò infatti numerose tombe di personaggi di una certa importanza, probabilmente appartenenti al ceto dominante longobardo.
A partire dall'VIII secolo iniziò una lunga fase di declino, che andò aggravandosi in seguito alla traslazione delle reliquie di san Giuliano nella nuova basilica a lui dedicata e costruita all'interno del centro abitato, nel luogo dove sarebbe sorto il castello vescovile di Gozzano. Dopo la traslazione delle reliquie, avvenuta probabilmente al tempo del vescovo novarese Cadulto (882-891), la chiesa rimase per secoli in stato di abbandono.
Nonostante l'abbandono e il progressivo degrado si conservò in qualche modo la memoria del luogo originario di sepoltura del santo, il cui sepolcro, seppure ormai vuoto, fu oggetto di perdurante devozione popolare.

Nel 1141 il vescovo di Novara Litifredo affidò la chiesa a un gruppo di laici, affinché la restaurassero e ne assicurassero il ripristino delle funzioni religiose. La chiesa fu riaperta e, poiché si era persa memoria della sua dedicazione originaria, fu dedicata a San Lorenzo martire.
La chiesa, affidata a questa sorta di confraternita laicale, tornò a nuova vita e fu nuovamente utilizzata a scopo funerario, almeno fino al XV secolo, come testimoniano le numerose inumazioni rinvenute al suo interno durante gli scavi archeologici.
In seguito la chiesa perse questa funzione cimiteriale divenendo un semplice oratorio campestre; non subì tuttavia periodi di abbandono come era accaduto in passato, come testimoniano gli interventi effettuati in tempi diversi alla struttura della chiesa (come la costruzione delle arcate di sostegno del tetto, della sacrestia, del campanile, del portico in facciata).

## Struttura architettonica
L'edificio oggi esistente è ad aula unica, orientata, conclusa da un'abside semicircolare.
La parte absidale è la più antica, risalente al XII secolo, probabilmente può essere riferita ai restauri eseguiti dopo il 1141. Il resto della navata fu ricostruito più tardi, probabilmente in sostituzione delle residue strutture di epoca paleocristiana riutilizzate durante la prima ricostruzione, ma in seguito deterioratesi e a rischio di crollo.

Molto più recenti sono invece le altre fasi costruttive (sacrestia, campanile, portico in facciata), risalenti ai secoli XVII e XVIII.
All'interno della navata, sulla parete di destra, sono conservati alcuni affreschi del XV secolo: un san Lorenzo con gli attributi del martirio; l'immagine di una santa; una Madonna con bambino Gesù nell'atto di ricevere i doni dei Magi.

## Bibliografia

Carte del capitolo di Gozzano, 1916